# Nothovernonia purpurea
Nothovernonia purpurea is een plantensoort uit de composietenfamilie (Asteraceae). Het is een stugge, rechtopstaande, kruidachtige plant. De plant vertakt zich van boven. De bladeren groeien afwisselend aan de stengel en hebben een elliptisch-langwerpige vorm. De bladsteel is zeer kort. De bloemen hebben een blauwe of paarse kleur.
De soort komt voor in tropisch Afrika en op het Arabisch Schiereiland. Hij groeit daar in savannes, open bossen en langs wegen.

## Synoniemen
- Cacalia inulifolia Kuntze
- Centrapalus purpureus (Sch.Bip. ex Walp.) H.Rob.
- Linzia purpurea (Sch.Bip. ex Walp.) Isawumi
- Vernonia duemmeri S.Moore
- Vernonia inulifolia Steud.
- Vernonia jaceaeoides A.Rich.
- Vernonia keniensis R.E.Fr.
- Vernonia pascuosa S.Moore
- Vernonia purpurea Sch.Bip. ex Walp.
- Vernonia rigorata S.Moore
- Vernonia scabrida C.H.Wright
- Vernonia schimperi Sch.Bip. ex Hochst.